# Тэй, Кристофер
Кри́стофер Корре́йа Тэй (англ. Christopher Correia Tai; род. 30 ноября 1981, Торонто) — канадский актёр.

Кристофер родился и вырос в Торонто, где учился в различных школах искусств. Но актёрская деятельность — лишь одна из многих вещей, которыми Кристофер занимается. Он получает учёную степень по психологии в Университете Торонто, также Кристофер является генеральным директором кинокомпании «XgenerationZ Inc.» и пишет сценарии. Его девиз — «Один раз живёшь, поэтому делай что ты любишь». Российскому зрителю Кристофер Тэй скорее всего известен ролью Тайлера Джессопа в телесериале «Школа „Чёрная дыра“».

## Факты
- У Кристофера китайские и португальские корни.
- У него есть брат Майкл и сестра Мэрилин.
- Кристофер снимался в рекламе автомобиля Хёндэ Акцент (Hyundai Accent), которую показывали только в Канаде.

## Фильмография
- 2005 — Спагетти против лапши / Spaghetti vs Noodles — Ро
- Джокер (телесериал 2003—2005) / Wild Card
  - 2005 — эпизод Russian Missus Gets No Kisses — Монти
- Школа «Чёрная дыра» (телесериал 2002—2006) / Strange Days at Blake Holsey High — Тайлер Джессоп
- Док / Doc (телесериал 2001—2004)
  - 2004 — эпизод Choices of the Heart — Йоши
- 2003 — Противоядие / Do or Die — Кенджи
- 2002 — Кадет Келли / Cadet Kelly — старший кадетский офицер
- 2001 — Три сестры на лунном озере / Three Sisters on Moon Lake — Майкл